# Hyposoter tianshuiensis
Hyposoter tianshuiensis är en stekelart som beskrevs av Mao-Ling Sheng 2004. Hyposoter tianshuiensis ingår i släktet Hyposoter och familjen brokparasitsteklar. Inga underarter finns listade i Catalogue of Life.